# Podwale Staromiejskie
Podwale Staromiejskie (kaszub. Stôri Rów, niem. Altstädtischer Graben) – ulica w Gdańsku, rozpoczynająca się przy Targu Drzewnym, wyznaczająca granicę Starego i Głównego Miasta. Łączy Targ Drzewny z położonym nad Motławą Targiem Rybnym.

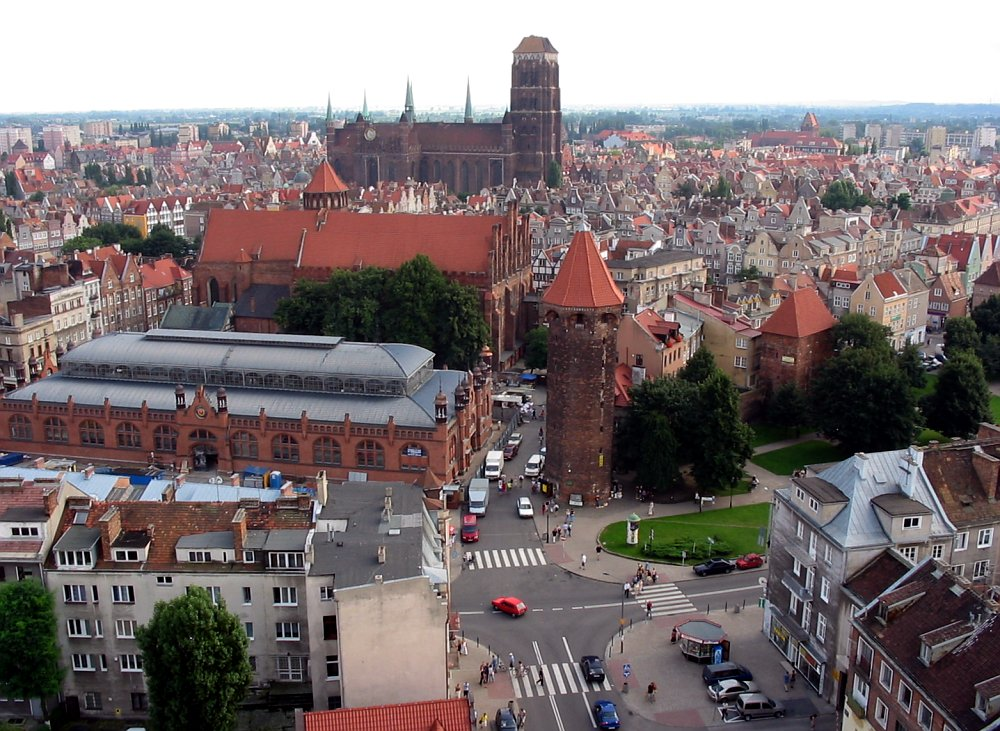
Podwale Staromiejskie (poziomo na dole), po lewej Hala Targowa, w środku Baszta Jacek

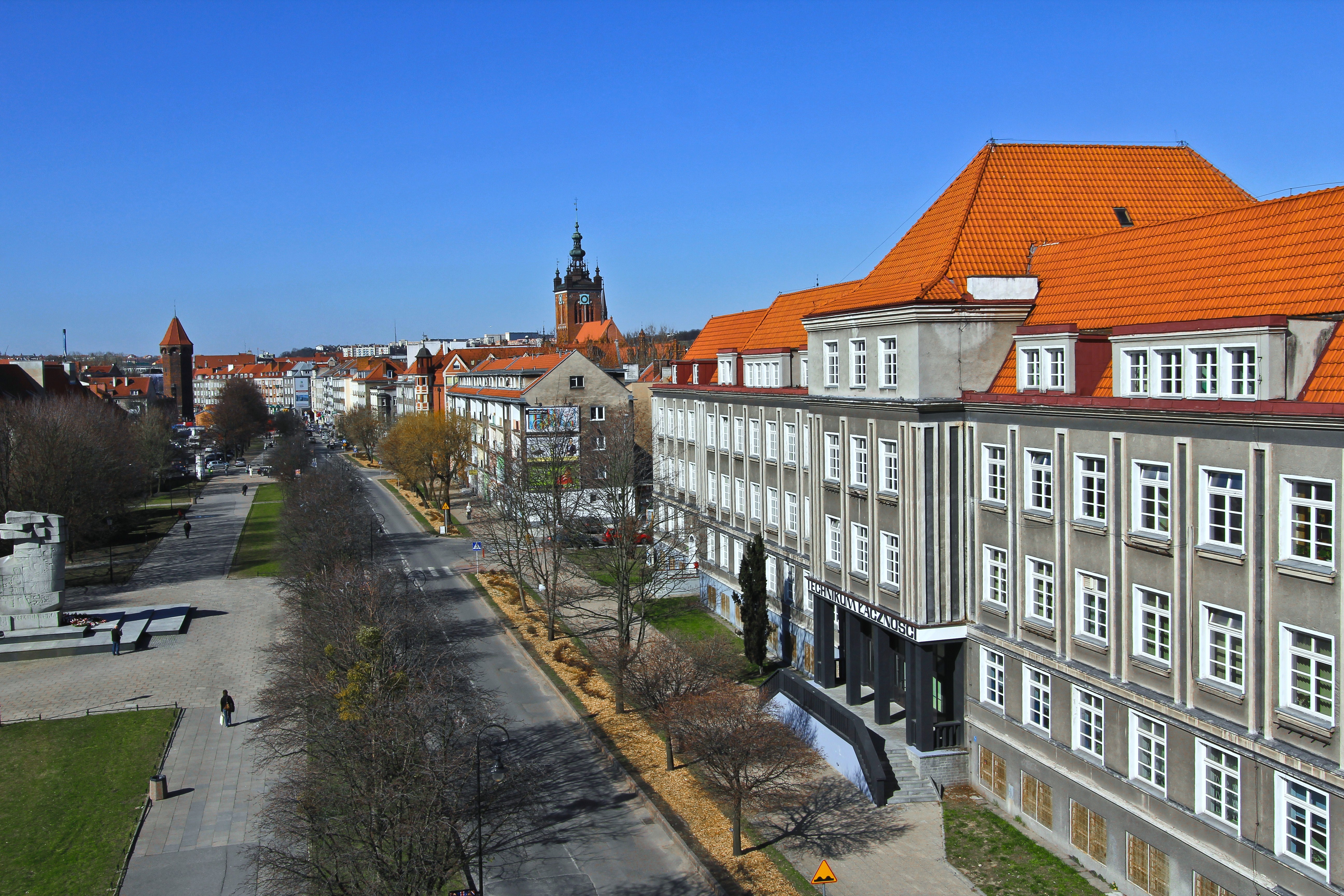
Podwale Staromiejskie, część wschodnia

Obecna nazwa jest niedokładnym tłumaczeniem obowiązującej do 1945 roku niemieckojęzycznej nazwy Altstädtischer Graben.
Do 2021 przy ulicy miał powstać podziemny parking wielopoziomowy na około 330 pojazdów. Plany te spotkały się ze sprzeciwem części mieszkańców.
Latem 2020 r. na wschodniej części ulicy wprowadzono jeden kierunek ruchu (w stronę Motławy).
W marcu 2021 skwer między Targiem Rybnym, Podwalem Staromiejskim i ul. U Furty nazwano imieniem Macieja Kosycarza.

## Obiekty
- Baszta Jacek
- Hala Targowa
- Pomnik "Tym co za polskość Gdańska"
- Zespół Szkół Łączności (Technikum nr 4)